# カリフォルニア州アスレチック・コミッション
カリフォルニア州アスレチック・コミッション（英語: California State Athletic Commission、略称：CSAC）は、アメリカ合衆国カリフォルニア州内におけるボクシング・総合格闘技・キックボクシングなどの格闘技の競技とエキシビションを統括・管理する委員会組織。

## 概要
2016年、カリフォルニア州アスレチック・コミッションは、選手が試合当日に契約体重の10％を超えて増量していた場合に1階級以上上の階級への転級を勧告できるルールを制定した。
2019年10月25日、カリフォルニア州アスレチック・コミッションは、選手が試合当日に契約体重の15％を超えて増量していた場合に試合を中止できるルールを制定した。